# Libanesische Premier League 2022/23
Die Libanesische Premier League 2022/23 war die 62. Spielzeit der höchsten libanesischen Fußballliga seit ihrer Gründung im Jahr 1933. Die Saison begann am 2. September 2022 und endete am 12. März 2023. Titelverteidiger war al Ahed.

## Modus
Die Saison besteht aus zwei Phasen: In der ersten Phase spielt jede Mannschaft einmal gegen jede andere. In der zweiten Phase werden die zwölf Mannschaften entsprechend ihrer Platzierung in zwei 6er-Gruppen (Meister- und Abstiegsrunde) eingeteilt. Die Mannschaften übernehmen dort die Hälfte ihrer bisher erspielten Punkte, jedoch nicht die Tore bzw. die Tordifferenze und spielen gegen jede Mannschaft aus derselben Runde noch ein Hin- und Rückspiel. So ergeben sich für jede Mannschaft 21 (11 + 10) Spiele. Es wird nach der 3-Punkte-Regel gespielt (drei Punkte pro Sieg, ein Punkt pro Unentschieden). Die Tabelle wurde nach den folgenden Kriterien bestimmt:
1. Anzahl der erzielten Punkte
2. Anzahl Punkte im direkten Vergleich
3. Tordifferenz im direkten Vergleich
4. Tordifferenz aus allen Spielen
5. höhere Anzahl erzielter Tore
6. Losentscheid

Am Ende der Saison qualifizierte sich der Meister automatisch für die Qualifikationsrunde der AFC Champions League 2023/24 – vorausgesetzt der Meister erfüllte die von der Asian Football Confederation festgelegten Kriterien. Ansonsten qualifizierte sich der Meister automatisch für die Gruppenphase des AFC Cup 2023/24, wenn die Kriterien erfüllt sind. Der Sieger des libanesischen FA Cups wird ebenfalls an der Gruppenphase des AFC Cup 2023/24 teilnehmen. Wenn dieser sich aber bereits über die Liga qualifiziert, übernimmt der Ligazweite seinen Platz.
Die zwei Vereine mit den wenigsten Punkten aus der Abstiegsrunde stiegen in die zweitklassige Lebanese Second Division ab.

## Teilnehmer
Salam Zgharta und Shabab al-Ghazieh stiegen als Meister und Zweiter der Lebanese Second Division 2021/22 in die Libanesische Premier League auf. Die zwei Aufsteiger ersetzen die zwei abgestiegenen Vereine der Saison 2021/22, Shabab El Bourj SC und AC Sporting.
Vor Beginn jeder Saison wählt jedes Team zwei Stadien als Heimspielorte aus. Falls beide Stadien für einen bestimmten Spieltag nicht verfügbar waren, wurde ein anderer Austragungsort genutzt.
| Verein                | Stadt   | Stadion                   | Kapazität |
| --------------------- | ------- | ------------------------- | --------- |
| al Ahed               | Beirut  | Ahed Stadium              | 2.000     |
| al-Akhaa al-Ahli Aley | Alayh   | Amin AbdelNour Stadium    | 3.500     |
| al-Ansar              | Beirut  | Ansar Stadium             | -         |
| Bourj FC              | Beirut  | Bourj el-Barajneh Stadium | 1.500     |
| Nejmeh Club           | Beirut  | Rafic Hariri Stadium      | 5.000     |
| Safa SC Beirut        | Beirut  | Safa Stadium              | 4.000     |
| Sagesse SC            | Beirut  |                           |           |
| Salam Zgharta         | Zgharta | Zgharta Sports Complex    | 5.000     |
| Shabab al-Ghazieh     | Ghazieh | Kfarjoz Stadium           | 2.000     |
| Shabab al-Sahel       | Beirut  | Shabab Al Sahel Stadium   | -         |
| Tadamon Sur Club      | Tyros   | Sour Municipal Stadium    | 6.500     |
| Tripoli SC            | Tripoli | Tripoli Municipal Stadium | 10.000    |

## Tabellen

### 1. Runde
| Pl. | Verein                | Sp. | S | U | N | Tore    | Diff. | Punkte |
| --- | --------------------- | --- | - | - | - | ------- | ----- | ------ |
| 1.  | al-Ansar              | 11  | 8 | 3 | 0 | 028:700 | +21   | 27     |
| 2.  | Shabab al-Sahel       | 11  | 7 | 4 | 0 | 017:500 | +12   | 25     |
| 3.  | al Ahed (M)           | 11  | 7 | 3 | 1 | 020:800 | +12   | 24     |
| 4.  | Nejmeh Club (P)       | 11  | 7 | 2 | 2 | 018:700 | +11   | 23     |
| 5.  | Bourj FC              | 11  | 7 | 2 | 2 | 017:110 | +6    | 23     |
| 6.  | Shabab al-Ghazieh (N) | 11  | 3 | 3 | 5 | 012:160 | −4    | 12     |
| 7.  | Safa SC Beirut        | 11  | 2 | 4 | 5 | 008:150 | −7    | 10     |
| 8.  | Tadamon Sur Club      | 11  | 2 | 4 | 5 | 011:150 | −4    | 10     |
| 9.  | al-Akhaa al-Ahli Aley | 11  | 2 | 1 | 8 | 010:250 | −15   | 07     |
| 10. | Salam Zgharta (N)     | 11  | 1 | 4 | 6 | 007:150 | −8    | 07     |
| 11. | Sagesse SC            | 11  | 2 | 1 | 8 | 009:150 | −6    | 07     |
| 12. | Tripoli SC            | 11  | 0 | 5 | 6 | 004:220 | −18   | 05     |

Platzierungskriterien: 1. Punkte – 2. Direkter Vergleich (Punkte, Tordifferenz, geschossene Tore) – 3. Tordifferenz – 4. geschossene Tore

| nach der 1. Runde:                                           |
| Teilnahme an der Meisterrunde Teilnahme an der Abstiegsrunde |

|                         |                                                                                        |
| Zum Saisonende 2021/22: |                                                                                        |
| (M)                     | Amtierender Meister: al Ahed                                                           |
| (P)                     | Amtierender Pokalsieger: al-Ansar                                                      |
| (N)                     | Aufsteiger aus der Lebanese Second Division 2021/22: Salam Zgharta & Shabab al-Ghazieh |

### Meisterrunde
| Pl.               | Verein                | Sp. | S | U | N  | Tore    | Diff. | Punkte | Bonus | Gesamt |
| ----------------- | --------------------- | --- | - | - | -- | ------- | ----- | ------ | ----- | ------ |
| 1.                | al Ahed (M)           | 10  | 7 | 3 | 0  | 019:300 | +16   | 24     | 12    | 36     |
| 2.                | Nejmeh Club (P)       | 10  | 6 | 4 | 0  | 016:700 | +9    | 22     | 12    | 34     |
| 3.                | al-Ansar              | 10  | 5 | 3 | 2  | 017:900 | +8    | 18     | 14    | 32     |
| 4.                | Shabab al-Sahel       | 10  | 3 | 1 | 6  | 011:180 | −7    | 10     | 13    | 23     |
| 5.                | Bourj FC              | 10  | 2 | 3 | 5  | 008:150 | −7    | 09     | 12    | 21     |
| 6.                | Shabab al-Ghazieh (N) | 10  | 0 | 0 | 10 | 004:230 | −19   | 0      | 6     | 6      |
| Stand: Saisonende |                       |     |   |   |    |         |       |        |       |        |

Platzierungskriterien: 1. Punkte – 2. Direkter Vergleich (Punkte, Tordifferenz, geschossene Tore) – 3. Tordifferenz – 4. geschossene Tore

Die Hälfte der Punkte (ggf. aufgerundet) aus der 1. Runde wurden übernommen
| Zum Saisonende 2022/23:                                                     |
| Libanesischer Meister und Teilnahme an der Gruppenphase des AFC Cup 2023/24 |

|                         |                                                                        |
| Zum Saisonende 2021/22: |                                                                        |
| (M)                     | Amtierender Meister: al Ahed                                           |
| (P)                     | Amtierender Pokalsieger: al Ahed                                       |
| (N)                     | Aufsteiger aus der Lebanese Second Division 2021/22: Shabab al-Ghazieh |

### Abstiegsrunde
| Pl.                       | Verein                | Sp. | S | U | N | Tore    | Diff. | Punkte | Bonus | Gesamt |
| ------------------------- | --------------------- | --- | - | - | - | ------- | ----- | ------ | ----- | ------ |
| 7.                        | Tadamon Sur Club      | 10  | 6 | 2 | 2 | 019:900 | +10   | 20     | 5     | 25     |
| 8.                        | Tripoli SC            | 10  | 5 | 3 | 2 | 015:130 | +2    | 18     | 3     | 21     |
| 9.                        | Sagesse SC            | 10  | 4 | 2 | 4 | 009:110 | −2    | 14     | 4     | 18     |
| 10.                       | Safa SC Beirut        | 10  | 2 | 4 | 4 | 010:150 | −5    | 10     | 5     | 15     |
| 11.                       | Salam Zgharta (N)     | 10  | 3 | 2 | 5 | 008:110 | −3    | 11     | 4     | 15     |
| 12.                       | al-Akhaa al-Ahli Aley | 10  | 2 | 3 | 5 | 010:120 | −2    | 09     | 4     | 13     |
| Stand: Saisonende 2022/23 |                       |     |   |   |   |         |       |        |       |        |

Platzierungskriterien: 1. Punkte – 2. Direkter Vergleich (Punkte, Tordifferenz, geschossene Tore) – 3. Tordifferenz – 4. geschossene Tore

Die Hälfte der Punkte (ggf. aufgerundet) aus der 1. Runde wurden übernommen
| Zum Saisonende 2022/23:                         |
| Abstieg in die Lebanese Second Division 2022/23 |

|                         |                                                                    |
| Zum Saisonende 2021/22: |                                                                    |
| (N)                     | Aufsteiger aus der Lebanese Second Division 2021/22: Salam Zgharta |

## Torschützenliste
Stand: Saisonende 2022/23
| Platz | Spieler             | Mannschaft         | Tore |
| ----- | ------------------- | ------------------ | ---- |
| 1.    | Elhadji Malick Tall | al-Ansar           | 22   |
| 2.    | Hassan Maatouk      | al-Ansar           | 10   |
| 2.    | Mohamad Haidar      | al Ahed            | 10   |
| 4.    | Adramé Diallo       | Safa SC Beirut     | 9    |
| 5.    | Khalil Bader        | Nejmeh Club        | 8    |
| 5.    | Boucounta Sarr      | Sagesse SC         | 8    |
| 7.    | Zein Farran         | Shabab al-Sahel    | 7    |
| 8.    | Adnan Salloum       | Tadamon Sur Club   | 6    |
| 8.    | Adnan Melhem        | Tadamon Sur Club   | 6    |
| 8.    | Fadel Antar         | Shabab al-Sahel FC | 6    |